# Yusuf Çoban
Yusuf Serdar Çoban (* 14. Oktober 1996 in Aalen) ist ein deutsch-türkischer Fußballspieler.

## Karriere
Çoban spielte für die Nachwuchsabteilung des VfR Aalen und wurde 2012 für den Nachwuchs von Stoke City verpflichtet. Für die Engländer spielte er bis zum Dezember 2015 in den Jugendmannschaften und wurde anschließend Stockport County ausgeliehen.
Zur Saison 2016/17 wurde er vom Bundesligisten TSG 1899 Hoffenheim geholt. Hier wurde er ausschließlich in der Reservemannschaft, der TSG 1899 Hoffenheim II, eingesetzt und im Sommer 2017 in die türkische Süper Lig an Alanyaspor abgegeben. Hier gab er in der Erstligapartie vom 12. August 2017 gegen Kasımpaşa Istanbul sein Profidebüt.
Nach Leihen bei İstanbulspor und İnegölspor verließ Çoban die Türkei wieder und schloss sich zur Saison 2019/20 dem Regionalligisten Berliner AK 07 an.
Ein halbes Jahr später wechselte Çoban im Januar 2020 zum TSV Essingen in die Verbandsliga Württemberg.